# Megamyrmaekion pumilum
Megamyrmaekion pumilum är en spindelart som beskrevs av Simon 1885. Megamyrmaekion pumilum ingår i släktet Megamyrmaekion och familjen plattbuksspindlar. Inga underarter finns listade i Catalogue of Life.